# Jorge Fernando
Jorge Fernando (Rio de Janeiro, 29 marzo 1955 – Rio de Janeiro, 27 ottobre 2019) è stato un regista e attore brasiliano.

## Biografia
Mosse i suoi primi passi artistici in teatro, entrando nella compagnia Dzi Croquettes, che rappresentò spettacoli anche in Francia.
Per più di trent'anni fu regista presso Rede Globo, dirigendo un gran numero di telenovelas prodotte dal network, tra cui Doppio imbroglio, Adamo contro Eva e il suo rifacimento Guerra dos sexos. Come attore sostenne perlopiù ruoli secondari sia in TV (ad esempio in Agua Viva), sia sul grande schermo.
Nel 2004 diresse il suo primo e unico lungometraggio, Sexo, amor e traição.
Nel 2016 sopravvisse prima a una pancreatite e poi a un ictus.
Jorge Fernando morì improvvisamente nell'ottobre del 2019 per un infarto. Aveva 64 anni, l'età in cui invece la madre Hilda Rebello esordì come attrice, convinta proprio da lui a intraprendere la carriera artistica. Divenuta anche decana della tv brasiliana, la Rebello venne a mancare all'età di 95 anni, sul finire di quello stesso 2019, ovvero due mesi dopo aver perso suo figlio; il 28 novembre era invece deceduto il compagno del regista, Pedro Paulo, da mesi ammalato di tumore polmonare.

## Vita privata
Si sposò appena diciannovenne con Lucia, una ragazza di Ipanema. I due si separarono dopo un anno, rimanendo però buoni amici. Solo in seguito Jorge Fernando dichiarò la propria omosessualità. Col compagno Pedro Paulo trascorse gli ultimi vent'anni della sua vita, dopo alcune relazioni di breve durata.

## Curiosità
- Brillante e anticonformista, era solito dirigere vestito con pantaloncini corti.